# ATP Parigi
L'ATP Parigi è stato un torneo di tennis facente parte del Grand Prix giocato dal 1968 al 1971 a Parigi in Francia su campi in terra rossa.

## Albo d'oro

### Singolare
| Anno | Vincitore  | Finalista         | Punteggio     |
| ---- | ---------- | ----------------- | ------------- |
| 1971 | Stan Smith | François Jauffret | 6–2, 6–4, 7–5 |

### Doppio
| Anno | Vincitori             | Finalisti                        | Punteggio     |
| ---- | --------------------- | -------------------------------- | ------------- |
| 1971 | Tom Gorman Stan Smith | Pierre Barthes François Jauffret | 3–6, 7–5, 6–2 |